# Хаплогрупа R1a-SUR51 (Y-ДНК)
R1a-SUR51 - Y-хромозомска очинска лоза пронађена код савремених Башкира, Мишара (Мишарски Татари), Мађара и Срба. Према палео-ДНК подацима, лоза R1а-SUR51 је уведена у династији Арпад  .
Институт за мађарска истраживања је утврдио целокупне податке о геному мађарског краља Беле III који су објављени 2020. године, и краља Светог Стефана од Мађарске који су објављени 2023. године. Очински I хромозом оба члана мађарске краљевске династије Арпад припадају хаплогрупи R-ARP (R1a1a1b2a2a1c3a3b)  која је под-хаплогрупа хаплогрупе R-SUR51 која припада клади R-Z2123.

## Етногеномско стабло
R1a-Z645>Z93>Z94>Z2124>Z2125>Z2123>Y2632>Y2633>SUR51
Подкладе предака Р1а-У2632 налазе се међу популацијом Сака у Тјен Шану, временски период: 427-422. п. н. е.

## Кланско-племенска припадност и подручје дистрибуције представника лозе R1a-SUR51
Представници линије R1a-SUR51 су тренутно смештени уБашкортостану, Татарстану, Нижегородској области и Рјазањској области, у Мађарскоја и Србији.